# 内田和隆
内田 和隆（うちだ かずたか、1938年9月10日 - ）は、日本の経営者。京都放送社長を務めた。京都府出身。

## 経歴
1961年に早稲田大学文学部を卒業し、同年に京都放送に入社。
1979年に取締役に就任し、1981年に専務を経て、1983年6月に社長に就任。1989年6月には副社長に降格。